# Kaito Hirata
Kaito Hirata (平田 海斗 Hirata Kaito?), född 25 juli 2001 i Gunma prefektur, är en japansk fotbollsspelare.
Hirata började sin karriär 2020 i Mito HollyHock.